# Open-Field-Test

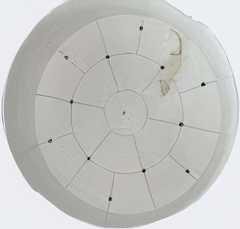
Kleine, runde Open-Field-Testbox mit relativ wenigen Feldern

Der Open-Field-Test (übersetzt etwa: Test im freien Gelände) ist eine international verbreitete, jedoch nur mäßig standardisierte Versuchsanordnung zur quantitativen Darstellung des Erkundungsverhaltens von Testtieren. Der Test wurde zunächst entwickelt für Ratten, bald aber auch bei Mäusen angewandt. Der Open-Field-Test wird auch benutzt, um das beim Menschen als Angst bezeichnete Vermeidungsverhalten von Testtieren zu messen; als Maß für die Erregung des Testtiers gilt die Anzahl der abgesetzten Kotballen.
Mit Hilfe von Open-Field-Tests können insbesondere Unterschiede zwischen Zuchtlinien und – innerhalb der Zuchtlinien – zwischen den Geschlechtern quantitativ dargestellt werden. Ferner kann zum Beispiel die beruhigende, stimulierende oder angstlösende Wirkung von Medikamenten, Alkohol und anderen Drogen sowie von Hormonen getestet werden. In jüngerer Zeit wird auch das Verhalten von gentechnisch veränderten Tieren im Vergleich mit nicht-veränderten Tieren gleicher Herkunft getestet.

## Methodik
Der Open-Field-Test beruht auf der verhaltensbiologischen Beobachtung, dass Mäuse, Ratten, Küken und viele andere Tiere das Betreten einer ihnen unbekannten, hell erleuchteten Freifläche, die ihnen keinerlei Deckung oder andersartige Rückzugsmöglichkeit gewährt, vermeiden. Werden sie dennoch in einer derartigen Umgebung ausgesetzt, wird sich ihre Aktivität im Spannungsfeld von Ängstlichkeit, Fluchtbereitschaft und Erkunden bewegen.
Open-Field-Tests finden in einem in der Regel oben offenen, weißen Kunststoffbehälter von ungefähr 1 Meter × 1 Meter Grundfläche statt. Die Grundfläche, die auch aus einem runden Behältnis bestehen kann, ist unterteilt in meist 25 oder 36 Quadrate. Helligkeit, Umgebungsgeräusche und Raumtemperatur sowie alle weiteren möglichen Einflussfaktoren müssen konstant gehalten werden. Nachdem ein Testtier wahlweise (je Testprogramm aber einheitlich) in eine Ecke, ins Zentrum oder in ein bestimmtes Quadrat gesetzt wurde, werden alle Verhaltensweisen und sämtliche Ortsänderungen über eine festgelegte Zeitspanne hinweg und in ihrer zeitlichen Abfolge in einem Verhaltensprotokoll registriert. Anschließend kann beispielsweise die Auftretenshäufigkeit jeder Verhaltensweise, die im Testgelände zurückgelegte Wegstrecke, die Geschwindigkeit der Fortbewegung und die Häufigkeit, mit der bestimmte Bereiche (bevorzugte Quadrate, die Nähe zur Außenwand) aufgesucht wurden, berechnet werden, und zwar auch in Abhängigkeit von der Dauer des Aufenthalts in der Versuchsanordnung.
Da die Tiere sich trotz aller aversiver Reize nach wenigen Minuten an die neue Umgebung gewöhnen, kann dieser Test bei jedem Tier grundsätzlich nur einmal vorgenommen werden. Wiederholungen ermöglichen jedoch Rückschlüsse auf ihr Erinnerungsvermögen. Ein einzelner Test dauert häufig nur fünf Minuten; in Abhängigkeit von der Fragestellung kann er jedoch auch auf 15 Minuten und mehr ausgedehnt werden. Je länger ein einzelner Test dauert, desto genauer werden auch jene Verhaltensänderungen erfasst, die als Anzeichen von Gewöhnung gedeutet werden können.

## Belege
1. ↑  C. S. Hall: Emotional behavior in the rat. I. Defecation and urination as measures of individual differences in emotionality. In: Journal of Comparative Psychology. Band 18, Nr. 3, 1943, S. 385–403, doi:10.1037/h0071444.
2. ↑  Victor H. Denenberg: Open-field Behavior in the Rat: What Does it Mean? In: Annals of the New York Academy of Sciences. Band 159, 1969, S. 852–859 (= Experimental Approaches to the Study of Emotional Behavior.), doi:10.1111/j.1749-6632.1969.tb12983.x.
3. ↑  Nigel W. Bond und Eros L. di Giusto: Effects of prenatal alcohol consumption on open-field behaviour and alcohol preference in rats. In: Psychopharmacologia. Band 46, Nr. 2, 1976, S. 163–165, doi:10.1007/BF00421386.
4. ↑   N. N. Barykina et al.: Effects of thyroid hormone deficiency on behavior in rat strains with different predisposition to catalepsy. In: Physiology & Behavior. Band 75, Nr. 5, 2002, S. 733–737, doi:10.1016/S0031-9384(02)00662-5.
5. ↑  zum Beispiel: Diana Dominguez et al.: Phenotypic and Biochemical Analyses of BACE1- and BACE2-deficient Mice. In: Journal of Biological Chemistry. Band 280, Nr. 35, 2005, S. 30797–30806, doi:10.1074/jbc.M505249200 (freier Volltext).